# لالو ارانتگویی
لالو ارانتگویی (انگلیسی: Lalo Arantegui؛ زادهٔ ۱۲ ژوئن ۱۹۷۷) بازیکن فوتبال اهل اسپانیا است.
از باشگاه‌هایی که در آن بازی کرده‌است می‌توان به باشگاه فوتبال اوئسکا اشاره کرد.
وی همچنین در تیم ملی فوتبال Aragon بازی کرده‌است.